# フダンソウ属
フダンソウ属 （ふだんそうぞく）Beta はアカザ科に属する植物の分類である。
テンサイ、テーブルビート、フダンソウ（以上3種は同種 Beta vulgaris）を含む。